# Arena Leipzig
 (avril 2025).
Arena Leipzig est une salle omnisports située dans le Sportforum Leipzig à Leipzig. 

## Événements
- Hallenhockey-Weltmeisterschaft 2003
- Championnats d'Europe d'escrime 2010, 17 au 22 juillet 2010
- HBL All-Star Game 2011, 5 février 2011
- Championnat du monde de handball féminin 2017, du 1er au 17 décembre 2017.

## Galerie

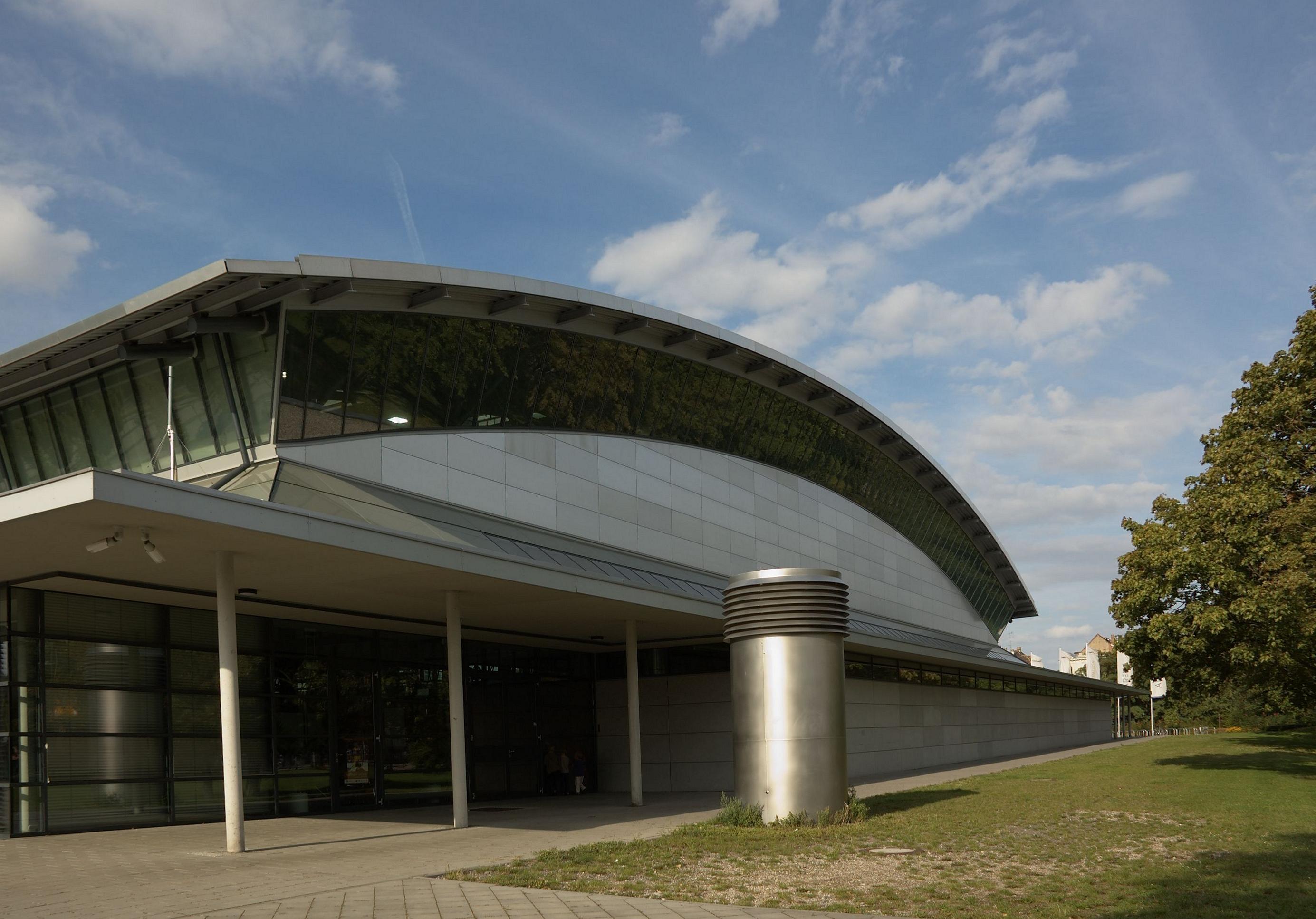